# NGC 4944
NGC 4944 is een spiraalvormig sterrenstelsel in het sterrenbeeld Hoofdhaar. Het hemelobject werd op 11 april 1785 ontdekt door de Duits-Britse astronoom William Herschel.

## Synoniemen
- UGC 8167
- MCG 5-31-118
- ZWG 160.124
- PGC 45133